# Häxprocessen i Viladrau
Häxprocessen i Viladrau ägde rum i staden Viladrau i Katalonien mellan 1618 och 1622. Det var en av Spaniens största häxprocesser, sett till antalet avrättade. Den resulterade i avrättningen av fjorton kvinnor. Häxprocessen i Viladrau var den dödligaste processen i Katalonien. 

## Processen
I Spanien var häxprocesser ovanliga och ledde sällan till dödsstraff. De inträffade nästan enbart i de nordvästra delarna av Spanien, främst Navarra och Katalonien. I Katalonien hölls häxprocesser från 1300-talet till 1643: dessa sköttes av världsliga domstolar snarare än Inkvisitionen, och omkring 400 personer avrättades genom hängning. Under åren kring 1620 pågick en häxjakt i Katalonien som sköttes av de sekulära domstolarna (inte inkvisitionen), bland annat häxprocessen i Terassa.
1617 ödelades Viladraus skörd av en hagelstorm. Denna olycka skylldes följande år på häxor, vilket ledde till åtal mot fjorton kvinnor, som anklagades för att ha samlats vid ett bål och tillverkat trollsalvor och gifter. Flera av kvinnorna hade en bakgrund som tillverkare av naturmediciner och parfymer. Maria Joaneta var den första som greps, och följdes sedan av ytterligare tretton kvinnor. Då de nekade till anklagelserna, underkastades de tortyr för att erkänna, vilket följdes av avrättning genom hängning. 
Efter processen i Viladrau ebbade häxprocesserna i Katalonien och Spanien i övrigt ut. Åtal fortsatte att förekomma 1620-talet ut, och en stor häxjakt uppkom 1643, men dessa ledde inte till några avrättningen, då Spanska Inkvisitionen, som ogillade dödsstraff för häxeri, tog kontrollen över dessa. María Pujol avrättades 1767 som den sista, efter en lång period utan någon avrättning.

## Eftermäle
Gator i Viladrau har fått sitt namn efter flera av kvinnorna i häxprocessen. 2022 hölls en teaterpjäs om häxprocessen, kallad Baile de Brujas eller El ball de les Bruixes ("Häxornas bal"). Processen har också varit föremål för en dokumentär. 